# Torre de San Bartolomé (Valencia)
La torre de San Bartolomé de Valencia (España) es el único resto subsistente de la iglesia homónima. Fue construida en 1239, siendo así una de las diez iglesias iniciales que se edificaron en la ciudad de Valencia tras ser conquistada por Jaime I de Aragón. La torre se encuentra en la calle de Serranos, cerca de la plaza de Manises.
Es bien de interés cultural con número 46.15.250-059, con resolución de 19 de noviembre de 1981.

## Descripción
Es una torre de planta cuadrada. Está realizada en sillería, salvo el cuerpo de campanas que es de ladrillo. La sillería queda a la vista en los dos tercios inferiores de la torre. El tercio superior está recubierto por cemento formando unos recuadros.
A inicios del siglo XXI se encuentra adosada a un edificio casticista construido en 1954.

## Historia
En el emplazamiento de la desaparecida iglesia de San Bartolomé existió una mezquita, la cual fue donada en 1239 por Jaime I a los Caballeros del Santo Sepulcro de Nuestro Señor Jesucristo. Estos derribaron el templo islámico, edificando una iglesia bajo la advocación de San Bartolomé Apóstol. Esta iglesia fue constituida como parroquia por el obispo Pere d'Albalat.
En el siglo XVII, entre 1666 y 1683, fue construido un nuevo templo al que pertenecía la torre. Esta sufrió inicialmente una inclinación, que fue reparada por Juan Bautista Pérez Castiel. El desplazamiento se debió a un hundimiento de tierras, y Pérez Castiel la reparó rellenando con material nuevo hasta que consiguió enderezarla.
Durante las obras de derribo del XVII se localizaron diferentes restos de época romana, hallazgos confirmados en las excavaciones que llevó a cabo Nicolau Primitiu Gómez-Senent en 1927 y 1928. Entre estos hallazgos destacaba un gran torreón redondo que se encontró a la altura de la puerta de la iglesia que daba a la plaza de Manises. Formaba parte de la muralla romana, y estaba hecho con hiladas de ladrillo con capas intermedias de mortero.

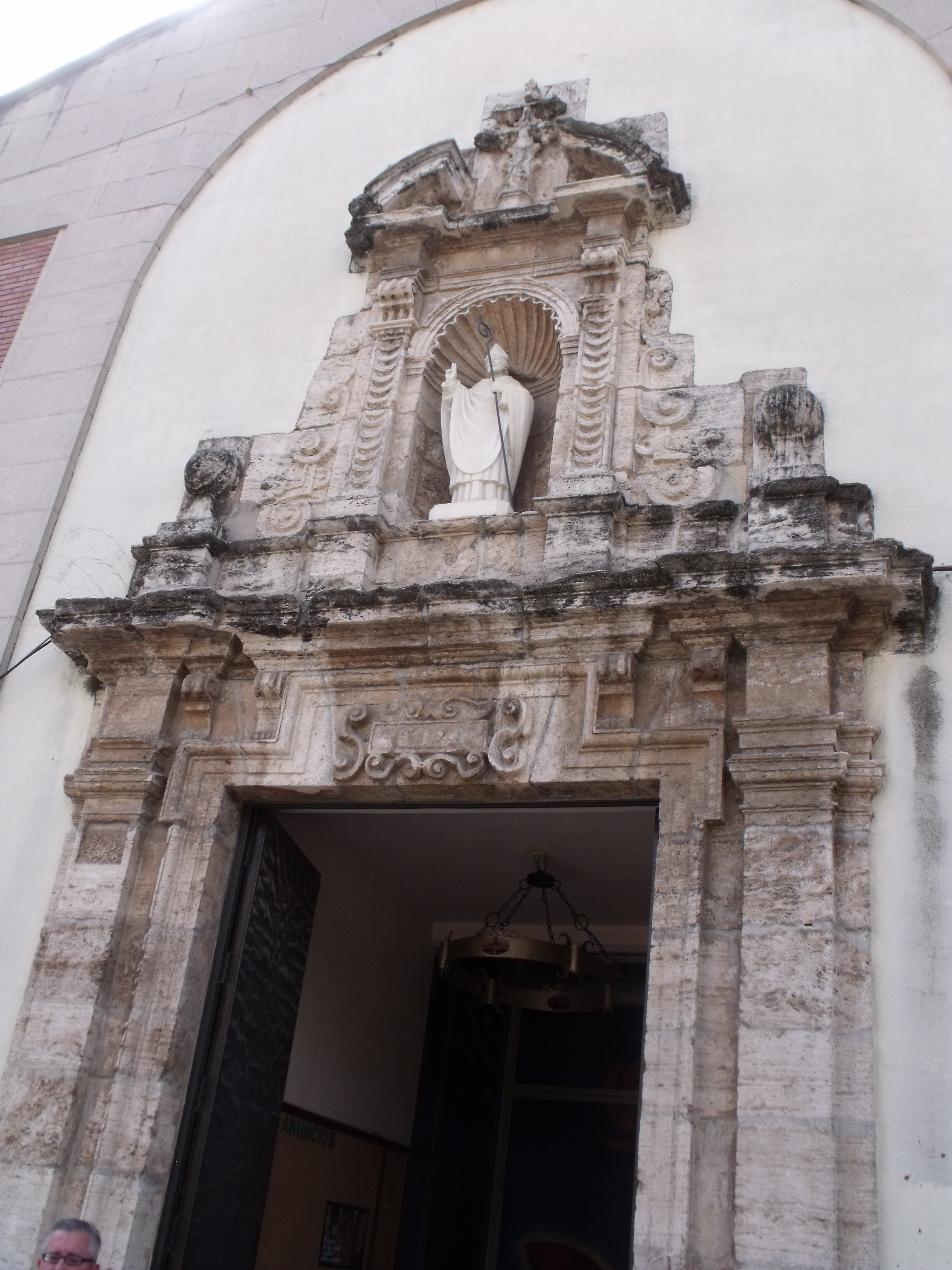
Antigua portada lateral, reubicada en la iglesia de San Marcelino Obispo

Al inicio de la Guerra Civil Española, en 1936, la iglesia fue incendiada. Se demolió en 1944. La demolición se inició por el copulín de la torre, y aunque se salvó el resto de la misma gracias a la intervención de la Real Academia de Bellas Artes de San Carlos, el copulín no fue reconstruido.
La portada lateral de la iglesia se conserva y se usa como puerta principal de la iglesia de San Marcelino, en el barrio valenciano del mismo nombre.